# Élisabeth Jacquet de La Guerre
Élisabeth-Claude Jacquet de La Guerre (1666 – Parigi, 27 giugno 1729) è stata una compositrice e clavicembalista francese.

## Biografia
Figlia di Claude (II), clavicembalista e organista presso la chiesa di Saint-Louis-en-l'Île a Parigi, imparentata con la famiglia Daquin, Élisabeth Jacquet nel 1673 venne presentata dal padre alla corte di Versailles e incantò il sovrano Luigi XIV con le sue precoci doti di cantante e clavicembalista.
Crebbe presso la corte del Re Sole e la sua educazione fu curata da Madame de Montespan, favorita del re. Ciò le diede accesso a vari privilegi professionali negati ad altri musicisti: essa acquisì una profonda cultura, eccezionale per una donna di quell'epoca, godette degli insegnamenti dei più celebri musicisti della corte e ricevette un'educazione sociale di alto livello.
Le sue prime composizioni, perdute, risalgono al 1680, ma sappiamo di una pastorale eseguita nel 1685 negli appartamenti del Delfino, di fronte al re, che la apprezzò molto e ne chiese più volte la replica nei giorni successivi. Il sovrano continuò ad incoraggiare la sua carriera e le consentì di dedicargli le sue pubblicazioni.
Lasciò la corte nel 1680 e nel 1684 sposò il valente organista e clavicembalista Marin de La Guerre. In questo stesso anno si stabilì sull'Île-Saint-Louis. È del 1687 la prima pubblicazione della musicista: il primo libro di Pièces de clavecin, contenente quattro suites per il clavicembalo. Per celebrare la conquista di Mons, nel 1691 compose il balletto Les Jeux de l'honneur de la victoire, mentre tre anni dopo mise in scena la tragédie-lyrique Céphale et Procris presso l'Académie Royale, su libretto del Duca di Vancy, segretario del Duca di Noailles e professore a Saint-Cyr. Questo lavoro di notevole impegno consolidò la sua reputazione. L'opera venne ripresa nel 1698 a Strasburgo e probabilmente vi assistette anche Sébastien de Brossard. Costui era un profondo conoscitore e sostenitore della musica italiana e la Jacquet, che stava sperimentando la forma sonata, di derivazione italiana, ancora sconosciuta all'ambiente musicale francese dell'epoca, nel 1695 gli inviò quattro sonate in trio e due sonate per violino e basso continuo, ancora inedite, che il Brossard mostrò di apprezzare molto.
Trovatasi sola, dopo che nel giro di poco tempo erano morti l'unico figlio, il padre ed il marito, a partire dal 1704 intensificò il suo impegno nell'ambito musicale. Oltre a continuare la sua frequentazione della corte, presso il proprio domicilio dava concerti semi-privati in cui si riunivano e si esibivano alcuni tra i musicisti più in vista dell'epoca. Essa acquistò una grande notorietà sia come virtuosa che come insegnante di clavicembalo.
Nel 1707 apparve una seconda raccolta di Pièces de clavecin raggruppati in due suites che, secondo le indicazioni dell'autrice, possono anche essere eseguiti sul violino - sottinteso: con aggiunta del basso continuo - ed inoltre furono pubblicate 6 sonate per violino e clavicembalo (basso continuo).
Nel 1708 e nel 1711 furono pubblicate due serie di Cantates françaises sur des sujets tirés de l'écriture (Cantate in francese su soggetti presi dalle sacre scritture). Si tratta di cantate non liturgiche, dove le storie sacre vengono "messe in azione", attraverso il testo poetico di Antoine Houdar de la Motte: una forma già utilizzata con successo in Italia ma totalmente inedita nell'ambiente francese. Come tutte le pubblicazioni precedenti, anche queste sono dedicate al re. 
Tuttavia, il I settembre 1715 morì il Luigi XIV, il grande protettore di Élisabeth, e da questo momento abbiamo notizie sempre più scarse di lei. 
Sempre nel 1715 appare una raccolta comprendente tre cantate profane con strumenti, dedicate a Massimiliano II Emanuele, principe Elettore di Baviera, grande amante della musica e dilettante di viola da gamba, che visse a Parigi dal 1709 al 1715 . Oltre a queste cantate, ella compose alcune arie pubblicate dall'editore Ballard nei Recueils d'airs sérieux et à boire de différents auteurs.
Morì il 27 giugno 1729 a Parigi.
Élisabeth, nonostante abbia sempre perseguito la carriera di musicista indipendente, ebbe senza interruzioni il sostegno e l'ammirazione del re Luigi XIV. Nella cerchia di donne intellettuali che marcò la corte del Re Sole, tra cui le letterate Madame de Scudéry, Madame de La Fayette o Madame de Sévigné, essa era la sola compositrice. Godette di una grande notorietà in Francia ed in tutta Europa come virtuosa del clavicembalo e compositrice per tutto il XVIII secolo, mentre il suo nome cadde nell'oblio nel XIX.

## Opere

### Musica strumentale
- Les pièces de clavessin (Paris, 1687)
  - Suite in D mi: Prelude / Allemande / Courante / 2d Courante / Sarabande / Gigue / Cannaris / Chaconne l’Inconstante / Menuet
  - Suite in G mi: Prelude / Allemande / Courante / 2d Courante / Sarabande / Gigue / 2d Gigue / Menuet
  - Suite in A mi: Prelude / Allemande / Courante / 2d Courante / Sarabande / Gigue / Chaconne / Gavott / Menuet
  - Suite in F ma: Tocade / Allemande / Courante / 2d Courante / Sarabande / Gigue / Cannaris / Menuet
- Pièces de clavecin qui peuvent se jouer sur le violon (Paris, 1707)
  - Suite in D mi: La Flamande / Double / Courante / Double / Sarabande / Gigue / Double / 2d Gigue / Rigadoun / 2d Rigadoun / Chaconne
  - Suite in G ma: Allemande / Courante / Sarabande / Gigue / Menuet / Rondeau
- Sonatas [2], violin, viola da gamba, and basso continuo (c.1695)
- Sonatas [6], violin and basso continuo (Paris [chez l'auteur, Foucault, Ribou, Ballard], 1707)
  - Sonata [no. 1] in D mi: Grave / Presto / Adagio-Presto-Adagio / Presto-Aria / Presto
  - Sonata [no. 2] in D ma: Grave / Allegro / Aria (Affettusos) / Sarabande / Gavotte (Allegro) / Presto
  - Sonata [no. 3] in F ma: Grave / Presto-Adagio / Presto / Aria / Adagio
  - Sonata [no. 4] in G ma: [Grave]-Presto-Adagio / Presto-Adagio / Presto-Adagio / Aria
  - Sonata [no. 5] in A mi: Grave / Presto / Adagio-Courante-Reprise / Aria
  - Sonata [no. 6] in A mi: Allemande / Presto / Adagio / Aria / Adagio / Presto-Adagio / Aria

### Musica vocale
- Les jeux à l’honneur de la victoire (balletto, c. 1691) [perduto]
- La tragédie lyrique Céphale et Procris (1694);
- Cantates françoises sur des sujets tirez de l'Ecriture, livre I (Paris, 1708)
  - Esther
  - Le passage de la Mer rouge
  - Jacob et Rachel
  - Jonas
  - Suzanne et les vieillards
  - Judith
- Cantates françoises, livre II (Paris, 1711)
  - Adam
  - Le temple rebasti
  - Le deluge
  - Joseph
  - Jepthe
  - Sampson
- Cantates françoises (Paris, c.1715 [3 cantate; 1 duetto comico])Cantates francoises et Duet Comique
  - Semelé
  - L'Ile de Delos
  - Le Sommeil d'Ulisse
  - Le Raccommodement Comique de Pierrot et de Nicole
- Te Deum (1721) [perduto]
- Canzoni varie pubblicate in Recueil d'airs sérieux et à boire (1710–24)